# Súng máy hạng nặng Type 1
Shiki 1 (一式重機関銃, Iti-shiki juu-kikanjuu) là một trong những loại súng máy hạng nặng tiêu chuẩn của quân đội hoàng gia Nhật Bản trong chiến tranh thế giới thứ hai từ năm 1941. Nó đôi khi được dùng làm súng phòng không hạng nhẹ trên mặt trận Thái Bình Dương. Shiki 1 cơ bản là phiên bản nhỏ hơn của HMG Shiki 92. Chúng có các nguyên tắc hoạt động giống nhau chỉ khác là Shiki 1 nhỏ hơn. Nòng súng của loại súng này được thiết kế để có thể tháo và thay một cách nhanh chóng trên chiến trường, nó là một dạng làm mát giúp giảm tối đa kích cỡ và trọng lượng của súng vì nó không cần bộ phận làm mát.